# Караяшниковское сельское поселение
Караяшниковское сельское поселение — муниципальное образование в Ольховатском районе Воронежской области.
Административный центр — слобода Караяшник.

## История
Законом Воронежской области от 2 октября 2013 года № 118-ОЗ, Караяшниковское и Юрасовское сельские поселения преобразованы путём объединения в Караяшниковское сельское поселение с административным центром в слободе Караяшник.

## Административное деление
В состав поселения входят:
- слобода Караяшник,
- хутор Андриановка,
- хутор Высокий,
- хутор Крюков,
- слобода Новокараяшник,
- хутор Новомосковский,
- хутор Рыбный,
- слобода Юрасовска,
- поселок им. Ленина,
- хутор Кирьянов,
- хутор Лесное Уколово.